# La Reforma (Tubutama)
La Reforma (dt: die Reform) ist eine Ortschaft im Municipio Tubutama im Norden des mexikanischen Bundesstaates Sonora. La Reforma liegt auf 688 Meter Höhe in der Zeitzone UTC-7 an der Straße von Altar nach Sásabe. 